# Mounir Mahjoubi
Mounir Mahjoubi (sinh ngày 1 tháng 3 năm 1984) là một doanh nhân người Pháp và chính khách của La République En Marche! (LREM), người đã từng là Bộ trưởng Ngoại giao về các vấn đề kỹ thuật số trong chính phủ Philippe thứ hai kể từ tháng 6 năm 2017. Trước đây ông đã giữ vị trí trong chính phủ Philippe đầu tiên, bắt đầu từ tháng 5 năm 2017.
Một cựu Chủ tịch Hội đồng kỹ thuật số Pháp cho đến khi từ chức vào tháng 1 năm 2017 để tham gia chiến dịch tranh cử tổng thống của Emmanuel Macron, Mahjoubi cũng từng là thành viên của Quốc hội từ tháng 6 đến tháng 7 năm 2017. He worked as digital manager of Macron's campaign team.

## Tuổi thơ
Mounir Mahjoubi được sinh ra ở quận 12 của Paris, thuộc tầng lớp lao động Ma-rốc người di cư vào những năm 1970 từ Afourar, Beni Mellal. Cha ông là một người trang trí và mẹ ông là quản gia.
Mahjoubi rất trẻ con về công nghệ và thậm chí đã giành chiến thắng trong cuộc thi Nhà phát minh trẻ do tạp chí khoa học trẻ em, Science et Vie Junior Ông được thuê bởi nhà cung cấp internet, Club Internet khi ông 16 tuổi và công ty cuối cùng đã đào tạo ông thành một kỹ thuật viên mạng. Ông cũng được tuyển dụng làm đại diện công đoàn cho công đoàn, CFDT.
Mahjoubi lấy bằng thạc sĩ tài chính và chiến lược của Viện nghiên cứu chính trị Paris năm 2009. Ông là thành viên của Hội nghị Olivaint, một trong những hội sinh viên lâu đời nhất và tư nhân trong lịch sử Pháp.

## Đời tư
Vào năm 2015, Mahjoubi đã trở thành một đầu bếp có trình độ sau khi hoàn thành khóa học Certificat d'aptitude professionnelle cuisine.. Vào ngày quốc tế chống lại chứng sợ đồng tính, song tính và chuyển giới (17 tháng 5) 2018, Mahjoubi đã công khai là người đồng tính thông qua Twitter.